# Бєлова Надія Олександрівна
Наді́я Олекса́ндрівна Бєло́ва (нар. 2 вересня 1961, Петропавловськ, Казахська РСР, СРСР) — радянська і українська біатлоністка, чемпіонка світу з біатлону 1986 року в естафеті, учасниця Олімпійських ігор, чемпіонатів світу, етапів кубка світу з біатлону. Після завершення кар'єри у 1995 році перейшла на тренерську роботу.

## Виступи на Олімпійських іграх
| Рік  | Місце проведення | Інд | Спр | Пр | МС | Ест |
| 1994 | Ліллегамер       | 13  |     |    |    |     |

## Виступи на Чемпіонатах світу
| Рік  | Міце проведення | Інд | Спр | Пр | МС | Ест | КГ |
| 1986 | Фалун           | 4   | 2   |    |    | 1   |    |
| 1987 | Лахті           | 12  | 8   |    |    | 13  |    |
| 1993 | Боровець        | 9   | 65  |    |    | 6   | 6  |
| 1995 | Антхольц        | 45  |     |    |    |     |    |

## Загальний залік в Кубку світу
- 1992–1993 — 26-е місце
- 1993–1994 — 16-е місце